# Sviadnov
Sviadnov (in polacco Świadnów, in tedesco Swenser) è un comune della Repubblica Ceca facente parte del distretto di Frýdek-Místek, nella regione della Moravia-Slesia.